# News from Nowhere
News from Nowhere je americké filmové drama z roku 2010. Jeho režisérem byl Paul Morrissey. Hlavní roli v něm ztvárnil Demian Gabriel, dále v něm vystupovala například Olga Liriano. Ve filmu hrála také Viva, která s režisérem spolupracovala již v šedesátých letech. Ve filmu přijíždí jeho hlavní postava na lodi z neznámé země hledat štěstí do jiného města.